# Chanson d'automne
Chanson d'automne est l'un des plus célèbres poèmes de Paul Verlaine. Il est paru dans le livre Poèmes saturniens en 1866.

## Texte
Les sanglots longs

Des violons

De l’automne

Blessent mon cœur

D’une langueur

Monotone.

Tout suffocant

Et blême, quand

Sonne l’heure,

Je me souviens

Des jours anciens

Et je pleure

Et je m’en vais

Au vent mauvais

Qui m’emporte

Deçà, delà,

Pareil à la

Feuille morte.
— Paul Verlaine, Poèmes saturniens

## Postérité

### Utilisation par Radio Londres
Sa première strophe, légèrement altérée, a été utilisée par Radio Londres au début du mois de juin 1944 pour ordonner aux saboteurs ferroviaires du réseau VENTRILOQUIST de Philippe de Vomécourt, agent français du Special Operations Executive, de faire sauter leurs objectifs. Il s'agissait d'un message parmi les 354 qui furent alors adressés aux différents réseaux du SOE en France. Ces vers de Verlaine étaient destinés à VENTRILOQUIST uniquement, chaque réseau ayant reçu des messages spécifiques.
Le 1er juin, « Les sanglots longs des violons d'automne » indique aux saboteurs membres du réseau de se tenir prêts. Le 5 juin, à 21 h 15, sont envoyées les deuxièmes parties des messages, ordonnant le passage à l'acte : pour VENTRILOQUIST, il s'agit de « Bercent mon cœur d'une langueur monotone ». Il est à noter que les deux messages reçus par VENTRILOQUIST diffèrent du texte de Verlaine, qui écrit « de l'automne » et « blessent » (Radio Londres aurait remplacé « blessent » par « bercent » sous l'influence de la version mise en musique et chantée par Charles Trenet en 1941).

### Légende
Une légende tenace, popularisée dans les années 1960 par le journaliste Cornelius Ryan, présente ce message en deux parties comme l'annonce qui aurait été faite à l'ensemble de la Résistance française que le débarquement de Normandie aurait lieu dans les heures suivantes. En référence à cette légende, les deux premières strophes du poème de Verlaine sont présentes sur l'avers de la pièce de 2 euros commémorative française émise en 2014 à l'occasion de la célébration du 70e anniversaire du débarquement de Normandie le 6 juin 1944.

### Citations et modifications
Le poème commence ainsi :
Les sanglots longs
Des violons
De l’automne
Blessent mon cœur
D’une langueur
Monotone.
Cette citation est souvent utilisée à tort avec les termes « bercent mon cœur ».
En 1941, Charles Trenet a notamment mis en musique ce poème, qu'il titre Verlaine, où il a choisi de dire « bercent mon cœur ». Trenet remplace également "Deçà, delà" par "De-ci, de-là". Il a toutefois aussi chanté le texte sans l'altérer.
Avant cela, on trouve l'erreur dans Histoire de la littérature française d'Émile Faguet, datant de 1900-1905, et sur une épreuve d'une lithographie de Frédéric-Auguste Cazals, où elle est corrigée.
En 1964, Léo Ferré pour l'adaptation du même poème dans Verlaine et Rimbaud y chante le texte original. Cependant, dans l'enregistrement public du DVD Léo Ferré chante les poètes, Ferré dit aussi « bercent » dans le premier couplet, et « blessent » dans sa reprise en fin de chanson.
Georges Brassens, ayant repris la chanson de Trenet en 1980, y remettra la strophe originale.
Cette citation est aussi utilisée au début d'une chanson du groupe québécois Aut'Chose intitulée Chanson d'automne.
La suite du poème se compose des deux strophes suivantes :
Tout suffocant
Et blême, quand
Sonne l'heure,
Je me souviens
Des jours anciens
Et je pleure ;
Et je m'en vais
Au vent mauvais
Qui m'emporte
Deçà, delà,
Pareil à la
Feuille morte.

## Dans la culture populaire

### Musique
Ce poème est également cité par :
- Marc Garetto réalise en 2022 une mise en musique de ce poème, dans un triptyque consacré à la Liberté. Il compose dans un style musical classique, issu de la tradition du Lied.
- Michel Polnareff, en 1972, qui rapproche l'automne des violons dans la chanson Dans la maison vide (« Je me souviens, moi, de ce musicien c'était l'automn' sur son violon », « lorsque l'année finit j'entends le violon de Septembre ») ;
- Serge Gainsbourg, en 1973, à plusieurs reprises tout au long de la chanson Je suis venu te dire que je m'en vais : « comme dit si bien Verlaine au vent mauvais » / « Tu t'souviens des jours anciens et tu pleures » / « Tu suffoques, tu blêmis à present qu'a sonné l'heure » ;
- Boby Lapointe dans Monsieur l'agent : « Au violon mes sanglots longs / Bercent ma peine / J'ai reçu des coups près du colon / J'ai mal vers l'aine ! », jeu de mots avec le nom de Verlaine ;
- Pierre Vassiliu, en 1996, dans la chanson Contradiction, reprend deux fois le début du poème, en l'altérant différemment à chaque fois ;
- Pierre Perret dans la chanson Les Seins (« Mes airs mélodieux faisaient jaillir de ses yeux ronds / Des gros sanglots longs sur ses violons ») ;
- Alain Barrière dans Elle était si jolie, chanson qui se déroule elle aussi à l'automne, dans une réminiscence du poème verlainien par l'usage de la même expression  « au vent mauvais » ; dans le même couplet, le chanteur « pleure souvent », ce qui n'est pas sans rappeler les « sanglots longs » de Verlaine ;
- Laurent de Kiev dans Chanson d'Automne qui reprend l'ensemble du poème mais y ajoute un refrain final[6] ;
- Dooz Kawa, dans Tristement Célèbre (« Les sanglots longs des violons / de l'automne m'isolent / débarquement au bloc B / et les feuilles sont tombées / et séchées sur le sol... ») ;
- Les Discrets, un groupe de shoegazing français qui a également repris ce poème en intégralité en guise de paroles pour une de leurs chansons[7],[8] ;
- Dionysos, dans leur album Vampire en pyjama pour introduire l'album sur le titre Chanson d'été ;
- Alva Noto et Anne-James Chaton, dans SONNET de l'album collaboratif Alphabet.
- Chris Christodoulou dans Chanson d'Automne... pour le jeu vidéo Risk of Rain.

### Littérature
- Oksana Zaboujko, dans son roman Le Musée des Secrets abandonnés.

### Anime
- Les deux premières strophes du poème peuvent être entendu dans l'anime Girls und Panzer Der Film, lorsque Darjeeling demande aux différents lycées d'aider le lycée Oorai.